# Галимзянов, Родион Вадимович
Галимзянов Родион Вадимович (род. 21 сентября 1999, Уфа) — российский хоккеист, нападающий. Воспитанник уфимского хоккея.

## Карьера
Воспитанник Уфимского "Салавата Юлаева", в 2007 году начал свою карьеру в детских командах клуба. Играл в Уфе до 2013 года, после чего решил перебраться в хоккейный клуб «Кедр» Новоуральск, где провёл два сезона. В сезоне 2014-2015 клуб занял 4 место по  России.    
В 2015 перешёл в хоккейный клуб "Луч" Екатеринбург, игравший в ЮХЛ (Юниорская хоккейная лига). Сезон сложился для Галимзянова неудачно, в середине сезона покинул команду    
В 2016 году перешёл в Казань в клуб Ак-Буре, где играл по региону Поволжья      
С 2017 по 2019 год  выступал в СХЛ (студенческая хоккейная лига) в команде Башкирского государственного университета (БГУ) ХК "Ледокол" Уфа. В "Ледоколе" Галимзянов стал  лидером команды. На протяжении всех трёх сезонов он был лучшим снайпером и лучшим бомбардиром в клубе и лиге. В сезоне 2018-2019 Ледокол стал бронзовым призёром СХЛ.    
В августе 2019 года  перешел в Эстонию, в клуб Эверест из Кохтла-Ярве. По итогам сезона он стал вторым снайпером и третьим бомбардиром клуба. Эверест занял 4 место в регулярном чемпионате Эстонии. Плей-офф был отменён в связи с пандемией коронавируса.
Сезон 2020-2021 для Родиона стал более успешным. Эверест стал серебряным призёром чемпионата Эстонии по итогам регулярного чемпионата. В плэй-офф Эверест потерпел поражение в полуфинале от клуба Пантеры.
В сезоне 2021-2022 перешёл в возродившийся клуб Виру Спутник, который так же как и Эверест базировался в Кохтла-Ярве. Сезон для Родиона вышел не полный, но достаточно продуктивный и успешный. В 7 играх по чемпионату Эстонии, набрал 4 очка ( 2+2) 
Так же Виру Спутник участвовал в Зимних Эстонских играх, где заняли второе место и получили серебряные медали, проиграв в финале турнира команде Вялк из Тарту. Родион в 2 матчах набрал 4 очка ( 3+1). 